# Хельмсдорф (Айхсфельд)
Хельмсдорф (нем. Helmsdorf) — община в Германии, в земле Тюрингия.
Входит в состав района Айхсфельд. Подчиняется управлению Дингельштедт. Население составляет 541 человек (на 31 декабря 2010 года). Занимает площадь 5,23 км².